# Kalotermes flavicollis
Kalotermes flavicollis Fabricius, 1793 è un insetto isottero appartenente alla famiglia Kalotermitidae.
È una delle due specie di termiti presenti in Italia (l'altra è Reticulitermes lucifugus Rossi).

## Descrizione
L'alato è lungo 10-12 mm, ali comprese, di colore nerastro-castano, con pronoto e parti distali delle zampe e delle antenne giallicci. Le ali sono leggermente fumose; il ramo principale della vena radio con rami secondari diretti verso il margine costale.
Il soldato è ocroleuco, con capo e pronoto giallo-ferrigineo; labrum breve, mandibole con margine interno della sinistra con due denti, della destra con uno; antenne di 15 articoli; lunghezza circa 7 mm.
Gli pseudoergati sono ninfe, di colore giallognolo e con mandibole ridotte.

## Biologia
Specie mediterranea, vive in colonie poco numerose (1000-2000 individui) e non ha casta speciale di operai. Il lavoro della colonia è eseguito da neanidi e ninfe. Gli alati compaiono, di regola, da luglio ad ottobre, sciamando per formare nuove colonie. Questa specie non presenta le operaie vere e proprie, ma delle ninfe lavoratrici.
Queste termiti preferiscono il legno più soffice nella trave ed essendo comunque lucifughe scavano al loro interno senza mai uscirne; le gallerie hanno sezione irregolare e le operaie sono maggiormente attive in primavera per la sciamatura, che dura anche in estate, costruendo il nido nel terreno. Per questi motivi, l'indagine visiva spesso non basta. Inoltre non lasciano residui delle
rosure, ma solo le feci che cadono in fondo al tunnel per gravità. Se si è fortunati si possono trovare gli adulti alati, oppure si prova a sondare la trave o l'oggetto in questione con un martello in gomma, per cercare i vuoti. Le feci possono avere carattere tassonomico in quanto di forma a "botte".

## Danni
Kalotermes flavicollis vive nel legno necrosato degli alberi (olivo, pero, gelso, fico, carrubo, mandorlo, ecc.), ma anche nel legno delle piante vegete (pioppo, querce, carciofo, ecc.) scavando gallerie e alimentandosi del legno, il che può provocare la morte degli alberi infestati.
Questa specie può attaccare anche il legno messo in opera, e anche in questo caso il nido si trova abitualmente nel legno stesso, fuori dal terreno. Inoltre in ambito urbano, attacca soprattutto viali alberati, tetti in legno, infissi lignei, libri, biblioteche e archivi. Si trovano in muri vuoti, pavimenti e sottotetti su legno secco ma con una minima percentuale di umidità, per esempio nelle zone di maggior sbalzo termico dove si crea condensa. Un altro punto critico può essere l'alloggiamento delle travi annegate nel muro, ovvero con la testa incassata senza essere isolata del muro stesso, così come per gli armadi,
scaffali e mobili attaccati alle pareti e suscettibili di umidità. In ogni caso predilige travi e pavimenti.

## Metodi di Lotta
Kalotermes flavicollis tende a nidificare "a spot" quindi in diversi punti del legno di cui si nutre. Per questo motivo il metodo più efficace per liberarsi dell'infestazione deve prevedere inizialmente una fase in cui viene stabilita l'esatta localizzazione di questi nidi, servendosi ad esempio di dispositivi  in grado di rilevare il movimento delle termiti all’interno del legno . Successivamente, dopo aver eseguito questa mappatura dell'infestazione, si può procedere alla distruzione di tutti gli elementi con l'utilizzo di microonde che portano la temperatura dei nidi a 65-70 gradi .